# Carl Rogers
Carl Ransom Rogers (Oak Park, 8 gennaio 1902 – La Jolla, 4 febbraio 1987) è stato uno psicologo statunitense, fondatore della "psicoterapia centrata sulla persona", inizialmente definita terapia non direttiva, e noto per gli studi sul  counseling e la psicoterapia all'interno della corrente umanistica della psicologia.

## Biografia
Nasce in Illinois, ad Oak Park - quartiere di Chicago - da una famiglia molto unita. Nel 1914 si trasferisce con tutta la famiglia in campagna per dedicarsi all'agricoltura e all'allevamento degli animali. Nel 1919 si iscrive alla facoltà di Agraria, che presto abbandona per intraprendere studi di Teologia. Nel 1922 si trasferisce in Cina per alcuni mesi insieme ad un gruppo di studenti americani. L'occasione è la partecipazione ad una conferenza internazionale organizzata dalla Federazione Mondiale degli Studenti Cristiani. Questo soggiorno gli permette di confrontare la cultura occidentale con quella orientale e dà modo di chiarire a se stesso molte scelte della sua vita.
Infatti da questo confronto, non appena rientrato negli Stati Uniti, abbandona gli studi religiosi per intraprenderne altri a carattere psicopedagogico. Dopo un anno di internato presso l'Institute for Child Guidance di New York, viene assunto al Child Study Department di Rochester. Nel 1924 sposa Helen Elliot con la quale, in seguito, avrà due figli: David e Natalie. Affascinato e stimolato sia dalle teorie di Otto Rank che dalla corrente europea dell'esistenzialismo, Rogers pubblica nel 1939 il suo primo libro: The Clinical Treatment of the Problem Child: grazie a questa pubblicazione ottiene una cattedra di psicologia clinica in Ohio.
Del 1942 è l'opera di Rogers (Counseling and Psychotherapy) che getta le basi della sua client-centered therapy e del movimento di psicologia umanistica. Nel 1944 si trasferisce a Chicago, sua città natale, dove fonda il primo counseling center all'interno del quale effettua, oltre alla sua modalità di "terapia non direttiva", anche ricerca clinica. Da questa attività deriva, alcuni anni dopo, il libro Client-centered-Therapy ("Terapia centrata sul cliente"), testo fondamentale e manifesto del pensiero di Rogers. In questo libro vengono infatti ampliate tematiche già affrontate in Counseling and Psychotherapy.
Nel 1947 viene eletto presidente dell'American Psychological Association (APA) e nel 1956 presidente di The American Academy of Psychotherapists (AAP). Nel 1957 ottiene la cattedra di Psicologia e Psichiatria all'Università del Wisconsin. All'interno del dipartimento di psichiatria Rogers sperimenta la sua "terapia centrata sul cliente" a pazienti psicotici ottenendo ottimi risultati. Risultati che pubblica nel 1967 nel libro The Therapeutic Relationship and its Impact: A Study of Schizophrenia.
Nel 1964 abbandona l'insegnamento e si trasferisce in California al Western Behavioural Science Institute di La Jolla. Nel 1969 fonda, insieme ad altri colleghi, il Center for the Study of the Person e, successivamente, l'Institute of Peace per lo studio e la risoluzione dei conflitti. Il 28 gennaio 1987, poco prima di morire, viene candidato per il Premio Nobel per la pace. Muore nel 1987 per un attacco cardiaco, a 85 anni, dopo aver speso gli ultimi anni della sua vita a girare il mondo per spiegare le sue teorie.
Marshall Rosenberg fondatore della Comunicazione Non Violenta fu suo allievo.

## Opere

### Selezione di opere
- Rogers, Carl. (1939). Clinical Treatment of the Problem Child
- Rogers, Carl. (1942). Counseling and Psychotherapy: Newer Concepts in Practice.
- Rogers, Carl. (1951). Client-Centered Therapy: Its Current Practice, Implications and Theory. London: Constable. ISBN 1-84119-840-4.
- Rogers, C.R. (1957). The necessary and sufficient conditions of therapeutic personality change. Journal of Consulting and Clinical Psychology, 21: 95-103.
- Rogers, Carl. (1959). A Theory of Therapy, Personality and Interpersonal Relationships as Developed in the Client-centered Framework. In (ed.) S. Koch, Psychology: A Study of a Science. Vol. 3: Formulations of the Person and the Social Context. New York: McGraw Hill.
- Rogers, Carl. (1961). On Becoming a Person: A Therapist's View of Psychotherapy. London: Constable. ISBN 1-84529-057-7.
- Rogers, Carl. (1969). Freedom to Learn: A View of What Education Might Become. (1st ed.) Columbus, Ohio: Charles Merill.
- Rogers, Carl. (1970). On Encounter Groups.  New York: Harrow Books, Harper and Row, ISBN 0-06-087045-1
- Rogers, Carl. (1977). On Personal Power: Inner Strength and Its Revolutionary Impact.
- Rogers, Carl. (nd, @1978). A personal message from Carl Rogers. In: N. J. Raskin. (2004). "Contributions to Client-Centered Therapy and the Person-Centered Approach." (pp. v-vi). Herefordshire, United Kingdom: PCCS Books, Ross-on-the-Wye. ISBN 1-898059-57-8
- Rogers, Carl. (1980). A Way of Being. Boston: Houghton Mifflin.
- Rogers, Carl. & Stevens, B. (1967). "Person to Person: The Problem of Being Human". Lafayette, CA: Real People Press.
- Rogers, Carl R. (1985). The necessary and sufficient conditions of therapeutic personality change. "Journal of Consulting Psychology", 2:95-103.
- Rogers, Carl, Lyon, Harold C., & Tausch, Reinhard (2013)  On Becoming an Effective Teacher - Person-centered Teaching, Psychology, Philosophy, and Dialogues with Carl R. Rogers and Harold Lyon.  London: Routledge,  ISBN 978-0-415-81698-4

### Selezione di opere tradotte in italiano
- Rogers, C. R. (2000) La terapia centrata sul cliente, Firenze, Psycho, ISBN 978-88-09-75005-0
- Rogers, C. R.; Stevens, B. (1987) Da persona a persona. Il problema di essere umani, Roma, Astrolabio-Ubaldini, ISBN 88-340-0909-6
- Rogers, C. R. (1983) Un modo di essere, Firenze, Psycho, ISBN 88-09-75014-4
- Rogers, C. R. (1978) Potere personale. La forza interiore e il suo effetto rivoluzionario, Roma, Astrolabio-Ubaldini, ISBN 978-88-340-0531-6
- Rogers, C. R. (1976) I gruppi di incontro, Roma, Astrolabio-Ubaldini, ISBN 978-88-340-0117-2
- Rogers, C. R. (1974) Partners. Il matrimonio e le sue alternative, Roma, Astrolabio-Ubaldini, ISBN 978-88-340-0116-5
- Rogers, C. R.; (1974) Libertà nell'apprendimento, Firenze, Giunti-Barbera
- Rogers, C. R. (1971) Psicoterapia di consultazione, Roma, Astrolabio-Ubaldini, ISBN 978-88-340-0115-8
- Rogers, C. R.; Kinget, G. M. (1970) Psicoterapia e relazioni umane. Teoria e pratica della terapia non direttiva, Torino, Bollati Boringhieri, ISBN 978-88-339-5341-0

## Riconoscimenti
- 1956 - Distinguished Scientific Contributions to Psychology - conferito dall'APA
- 1972 - Distinguished Contributions to Applied Psychology as a Professional Practice - conferito dall'APA